# Daniel McDonnell
Daniel James McDonnell (* 15. September 1988 in Glendale, Arizona) ist ein US-amerikanischer Volleyballspieler. Er spielt auf der Position Mittelblock.

## Erfolge Verein
Französischer Supercup:
- 2014

Französischer Pokal:
- 2015

Französische Meisterschaft:
- 2015, 2017

Challenge Cup:
- 2017

Polnischer Pokal:
- 2018

Polnische Meisterschaft:
- 2018

## Erfolge Nationalmannschaft
Panamerikanischer Pokal:
- 2012

NORCECA-Meisterschaft:
- 2017

Nations League:
- 2018

Weltmeisterschaft:
- 2018